# Seznam prejemnikov častnega znaka svobode Republike Slovenije
Seznam prejemnikov častnega znaka svobode Republike Slovenije.

## Leto 1992

### Zlati častni znak svobode Republike Slovenije
- Igor Bavčar, France Bučar,  Janez Drnovšek, Janez Janša, Jelko Kacin,  Janez Milčinski, Alojz Peterle, Dimitrij Rupel, Janez Slapar - za izjemne zasluge pri obrambi svobode in uveljavljanju suverenosti Republike Slovenije
- Policija Republike Slovenije, Teritorialna obramba Republike Slovenije - za izjemne zasluge pri obrambi svobode in uveljavljanju suverenosti Republike Slovenije
- Francesco Cossiga, Gianni De Michelis, Hans Dietrich Genscher, Alois Mock, Angelo Sodano - za zasluge in osebni prispevek pri vzpostavljanju, razvijanju in krepitvi mednarodnih odnosov, ki prispevajo k mednarodnemu priznanju in uveljavljanju Republike Slovenije.
- Geza Jeszenszky - za zasluge in osebni prispevek pri vzpostavljanju, razvijanju in krepitvi mednarodnih odnosov Republike Slovenije.

### Srebrni častni znak svobode Republike Slovenije
- Bojan Adamič - za dolgoletne zasluge na glasbenem področju
- Miran Bogataj, Albin Gutman, Mirko Jelenič, Štefan Kous, Anton Krkovič, Danijel Kuzma (†), Marjana Lipovšek, Andrej Lovšin, Vladimir Miloševič, Leopold Morela, Tone Starc - za izjemne zasluge pri obrambi svobode in uveljavljanju suverenosti Republike Slovenije.
- Univerzitetni klinični center Ljubljana, Postaja mejne policije Holmec, Posebna policijska enota Ministrstva za notranje zadeve, Splošna bolnišnica Brežice, Splošna bolnišnica dr. Franc Derganc Šempeter pri Novi Gorici, Splošna bolnišnica Maribor, Srednja kmetijska šola Maribor - za izjemne zasluge pri obrambi svobode in uveljavljanju suverenosti Republike Slovenije.

### Častni znak svobode Republike Slovenije
- Jože Ajdišek, Bojan Babič, Stanislav Bačar, Bogdan Beltram, Tine Brajnik, Branko Bratkovič, Miloš Bregar, Ivan Britovšek, Ivan Bukšek, Dušan Burian, Alojz Cifer, Stane Ciglarič, Zoran Dernovšek, Robert Dovgan, Željko Ernoič (†), Ludvik Faflek, Jure Ferme, Robert Fink, Franko Fiorelli, , Alojz Flisar, Maks Gorenšek, Dušan Gorše, Zlatko Halilovič, Ivan Hočevar, Milan Horvat, Robert Hvalec (†), Stanislav Isak, Bogdan Jenko, Jože Kalan, Željko Klajič, Rade Klisarič, Andrej Kocbek, Slavko Kocmut, Aleš Kodra, Mirko Kokol, Bogdan Koprivnikar, Janez Košir, Jože Kralj, Viktor Kranjc, Jože Krapše, Milan Kreft, Janez Lesjak, Borut Likar, Zdenko Lilek, Srečko Lisjak, Bojan Lunežnik, Roman Marguč, Anton Martinčič, Marjan Mauko, Jernej Molan (†), Miha Molan, Darko Muc, Anton Peinkiher, Edvard Peperko (†), Zlatko Perko, Stanko Pesrl, Peter Petrič (†), Stanislav Požar (†), Drago Plančutič, Brane Podboršek, Oto Pok, Janez Portir, Otokar Praper, Darko Prinčič, Janez Rauter, Vincenci Repnik (†), Rudolf Rogelšek, Janez Rupar, Rudolf Skobe, Janez Sladič, Marjan Starc, Ivan Starina, Stanislav Strašek (†), Marjan Strehar, Janko Stušek, Janez Šibanc, Franc Širovnik, Jože Šoštarič, Ivo Štandekar (†), Vojko Štemberger, Bojan Štumberger (†), Bojan Šuligoj, Bogomir Šuštar, Janez Švajncer, Mitja Teropšič, Drago Toporoš, Marjan Trope, Aldo Turk, Zvonko Ulcej, Bojan Ušeničnik, Franc Uršič (†), Rajmund Veber, Robert Verbančič, Dejan Vnuk, Ludvik Volf, Milan Zagernik, Alojz Zakrajšek, Franc Zorko, Peter Zupan, Ludvik Zvonar, Franci Žnidaršič - za izjemne zasluge pri obrambi svobode in uveljavljanju suverenosti Republike Slovenije
- Franc Lasič - za zasluge pri organiziranju in izvajanju humanitarne pomoči
- Drago Vizjak - za zasluge pri organiziranju in izvajanju humanitarne pomoči
- Gorska reševalna služba Kamnik - za izjemne zasluge pri razvoju planinstva in varovanju človeških življenj
- Krajevna skupnost Kočevska Reka, Postaja mejne policije Brnik -  za izjemne zasluge pri obrambi svobode in uveljavljanju suverenosti Republike Slovenije

## Leto 1993

### Zlati častni znak svobode Republike Slovenije
- Ljubo Bavcon - za izjemne zasluge na področju kazenskega prava, pri uveljavljanju varstva človekovih pravic in temeljnih svoboščin ter prispevek k ugledu Slovenije v svetu kot države, v kateri imajo človekove pravice pomembno mesto
- Janko Pleterski - za izjemne zasluge pri razvoju slovenskega zgodovinopisja in nacionalne ideje, pomembne za državotvornost slovenskega naroda ter za suverenost in svobodo Republike Slovenije
- Gasilska zveza Slovenije - za prispevek slovenskega gasilstva za svobodo Republike Slovenije ter izjemne zasluge pri reševanju in varovanju človeških življenj in materialnih dobrin v dolgih in uspešnih desetletjih obstoja organiziranega gasilstva na slovenskem
- Planinska zveza Slovenije - za izjemne zasluge in dosežke pri organiziranju in razvoju planinstva ter za stoletni prispevek k svobodnosti Republike Slovenije
- Václav Havel - za osebni prispevek pri demokratizaciji odnosov med narodi in državami Evrope posebej v srednjeevropskem prostoru in ob tem za zasluge pri krepitvi češko-slovenskih odnosov ter za mednarodno priznanje Republike Slovenije oziroma vsa dejanja v njeno dobro

### Srebrni častni znak svobode Republike Slovenije
- Vincencij Beznik, Bogomil Brvar, Pavel Čelik, Slavko Debelak, Milan Domadenik, Darko Maver, Boris Žnidaršič - za izjemne zasluge pri obrambi svobode in uveljavljanju suverenosti Republike Slovenije
- Franc Jakopin - za izjemno delo in zasluge na področju jezikoslovja, še posebej pri Slovarju slovenskega knjižnega jezika kot eni izmed osnov slovenske kulturne in narodne samobitnosti
- Miha Potočnik - za dolgoletne izjemne zasluge v slovenskem planinstvu
- Miguel Angel Martinez - za zasluge in osebni prispevek k uveljavljanju Republike Slovenije v mednarodnih odnosih in za njeno vključevanje v evropske integracije

### Častni znak svobode Republike Slovenije
- Milena Hajnšek - Holz, Marija Janežič - za izjemne zasluge pri Slovarju slovenskega knjižnega jezika
- Jože Kolenc, Franc Kosi - za izjemne zasluge pri obrambi svobode in uveljavljanju suverenosti Republike Slovenije
- Alojz Kuralt - za izjemne zasluge pri obrambi svobode in uveljavljanju suverenosti Republike Slovenije
- Jakob Müller - za izjemne zasluge pri Slovarju slovenskega knjižnega jezika
- Franjo Krpač - za zasluge pri strokovnem in vzgojnoizobraževalnem delu na področju slovenskega planinstva
- Hans Mayer - za zasluge in osebni prispevek k razvoju gospodarskega, kulturnega in siceršnjega sodelovanja med Republiko Slovenijo in Svobodno državo Bavarsko ter za dejanja v dobro mednarodnemu priznanju Republike Slovenije
- René Putzeys - za zasluge in osebni prispevek k mednarodnemu priznanju Republike Slovenije in za dejanja v njeno dobro

## Leto 1994

#### Zlati častni znak svobode Republike Slovenije
- Rdeči križ Slovenije - za človekoljubno dejavnost pri reševanju človeških stisk

### Srebrni častni znak svobode Republike Slovenije
- Branko Celar, Mitja Klavora - za izjemne zasluge pri obrambi svobode in uveljavljanju suverenosti Republike Slovenije
- Zoran Kržišnik - za zasluge, dosežene na področju likovne umetnosti in pri ohranjevanju slovenske kulturne dediščine ter za prispevek k mednarodnemu uveljavljanju Slovenije na področju umetnosti
- Janko Moder - za obogatitev slovenske kulture s številnimi literarnimi, prevajalskimi, jezikoslovnimi in bibliografskimi deli ter za dramaturško, lektorsko, uredniško in organizacijsko delovanje
- Lado Smrekar - za zasluge, dosežene na področju likovne umetnosti in pri ohranjevanju slovenske kulturne dediščine ter za prispevek k mednarodnemu uveljavljanju Slovenije na področju umetnosti
- Ginekološka klinika Kliničnega centra Ljubljana - za dolgoletne zasluge in vrhunske dosežke v ginekološko-porodniški stroki ter pri pedagoškem in raziskovalnem delu na tem področju
- Inštitut Republike Slovenije za rehabilitacijo - za dolgoletni prispevek, zasluge in vrhunske dosežke pri celoviti rehabilitaciji bolnikov s prizadetostjo gibalnih funkcij, za raziskovalno in pedagoško delo ter za mednarodno uveljavitev na tem področju
- Prirodoslovno društvo Slovenije - za pomembno delo in dolgoletno organiziranje na področju naravoslovnih in naravovarstvenih dejavnosti
- Tabor slovenskih pevskih zborov Šentvid pri Stični - za četrtstoletno širjenje pevske kulture in ljubiteljske kulturnoumetniške dejavnosti v celotnem slovenskem kulturnem prostoru.
- Valentin Inzko, Franci Zwitter (†) - za zasluge in osebni prispevek pri ohranjanju in razvijanju slovenske narodne zavesti in za utrjevanje položaja ter ugleda slovenske manjšine na avstrijskem Koroškem
- Helmut Zilk - za zasluge pri mednarodnem priznanju Republike Slovenije, za osebni prispevek k bogatemu in vsestranskemu sodelovanju med Dunajem in Ljubljano ter za delež v razvejanem kulturnem sodelovanju med Republiko Avstrijo in Slovenijo

### Častni znak svobode Republike Slovenije
- Jože Ambrož, Darko Anželj, Angel Čibej, Ervin Drašler, Bojan Guček, Viktor Hladnik, Marjan Horvat, Breda Janežič, Janez Jereb, Konrad Jurič, Zvonimir Kelher, Rajko Komat, Drago Kupnik, Venčeslav Lihtenvalner, Radovan Lukman, Jakob Ornik, Bojan Podbevšek, Marko Pogorevc - za izjemne zasluge pri obrambi svobode in uveljavljanju suverenosti Republike Slovenije
- Fedor Pirkmajer - za zasluge pri posodabljanju in organiziranju številnih panog slovenskega kmetijstva, še posebej za dolgoletno uspešno delo na področju vinarstva ter plasma slovenskih vin v tujini
- Vekoslav Rajh, Boris Rehar, Vojko Robnik, Srečko Rosič, Robert Rožaj, Andrej Rupnik, Bojan Skočir, Franc Slokan - za izjemne zasluge pri obrambi svobode in uveljavljanju suverenosti Republike Slovenije
- Marjan Šef - za človekoljubno dejavnost pri reševanju človeških stisk
- Branko Šekoranja, Slavko Škerlak, Tomaž Tušar, Jože Vehovec, Jože Vidic, Mirko Završek - za izjemne zasluge pri obrambi svobode in uveljavljanju suverenosti Republike Slovenije
- Revija 2000 - za zasluge pri več kot dvajsetletnem prizadevanju za pluralizacijo, demokratizacijo in prepoznavanje slovenskega duhovnega sveta
- Slovenska Karitas - za človekoljubno dejavnost pri reševanju človeških stisk
- Bernard Coursat - za dolgoletne zasluge pri utrjevanju in pospeševanju gospodarskega sodelovanja Republike Slovenije z Republiko Francijo ter za delo v dobro Sloveniji, še posebej ob njenem osamosvajanju
- Karl Haas, Erich Paulitsch - za zasluge pri strokovnem, kulturnem, športnem in drugem sodelovanju avstrijskih in slovenskih šol ter drugih pedagoških ustanov
- Dan Yeshayahu - za zasluge pri vzpostavljanju, razvoju in krepitvi izraelsko-slovenskega sodelovanja
- Federico Zeri - za zasluge in prispevek pri mednarodnem uveljavljanju slovenske likovne umetnosti in pri postavitvi nacionalne zbirke umetniških del evropskih mojstrov v Sloveniji

## Leto 1995

### Zlati častni znak svobode Republike Slovenije
- Ciril Zlobec - ob sedemdesetletnici za delo in zasluge v dobro slovenskemu narodu in še posebej za pomemben prispevek slovenskemu duhovnemu svetu
- Andrew W.N. Bertie - za zasluge pri mednarodnem priznanju Republike Slovenije in za krepitev medsebojnega prijateljstva
- Claud Chappey, William Deakin, James M. Goodwin, Franklin Lindsay, Ivan Petrovič - Ribačenko (†), Peter Wilkinson - ob 50. obletnici zmage nad nacifašizmom za zasluge in dejanja v dobro slovenskemu narodu sredi najtežjih časov med drugo svetovno vojno ter za krepitev prijateljstva med Slovenijo in matično državo

### Srebrni častni znak svobode Republike Slovenije
- Marijan Lipovšek - za dolgoletno delo in izjemne zasluge v slovenskem kulturnem prostoru ter za osebni prispevek pri ustvarjanju, širjenju in uveljavljanju kulture, pomembne za slovenski narod
- Stanislav Mahkota - za življenjsko delo in zasluge na področju interne medicine, posebej endokrinologije in diabetesa, za raziskovalno, pedagoško in organizacijsko delo na tem področju ter za prispevek pri razvoju slovenskega medicinskega tiska
- Miloš Mikeln - za zasluge pri dolgoletnem vodenju Mirovnega komiteja Mednarodnega PENa in uveljavljanju slovenskega ugleda v svetu
- Lev Milčinski - za dolgoletno delo in izjemne zasluge na področju slovenske psihiatrije
- Boris Strohsack  - za delo in zasluge na področju slovenskega pravosodja in pravne znanosti
- Fran Žižek - za dolgoletno delo in izjemne zasluge v slovenskem kulturnem prostoru ter za osebni prispevek pri ustvarjanju, širjenju in uveljavljanju kulture, pomembne za slovenski narod
- Društvo zobozdravstvenih delavcev Slovenije - za zasluge in pomembno dolgoletno delo pri strokovnem razvoju, organiziranju in izvajanju zobozdravstvenih dejavnosti v Sloveniji
- Inštitut za narodnostna vprašanja - za dolgoletno sistematično in uspešno preučevanje manjšinske problematike v Sloveniji ter problematike slovenske narodne skupnosti zunaj meja Republike Slovenije
- Zveza društev slepih in slabovidnih Slovenije - ob petinsedemdesetletnici delovanja, za požrtvovalno delo pri povezovanju slepih in slabovidnih, pri njihovem organiziranju in vključevanju v družbo ter za zasluge pri prizadevanjih za neodvisno življenje invalidov
- Zveza tabornikov Slovenije - za dolgoletne zasluge in dosežke pri organiziranju in razvoju slovenskega taborništva ter vzgojno delo na tem področju
- Pasquale Gujon - za vse, kar je dobrega napravil za Beneške Slovence in za obstoj slovenske narodne skupnosti ter za ohranitev slovenske kulture in jezika v Beneški Sloveniji.
- Marc Hodler - za njegove zasluge pri uveljavljanju slovenskega smučanja v mednarodnih športnih organizacijah in s tem za priznavanje suverenosti Republike Slovenije v mednarodnem športu
- Claud M. Kicklighter - za zasluge v dobro slovenskemu narodu ob 50. obletnici zmage nad nacifašizmom ter za krepitev prijateljstva med ZDA in Republiko Slovenijo

### Častni znak svobode Republike Slovenije
- Franc Baškovič - za vsestranske zasluge na področju ljubiteljske kulture in glasbenega šolstva
- Vlado Habjan - za zasluge pri uveljavljanju slovenske državnosti ter za zbliževanje Slovencev po svetu
- Ivan Horvatič - za zasluge pri varovanju in obrambi slovenske kulturne, jezikovne in državne integritete
- Martin Hozjan - za zasluge pri ohranjanju in krepitvi narodne zavesti ameriških Slovencev, za zasluge pri gradnji in postavitvi slovenskega doma v Lemontu in za prispevek pri osamosvajanju in mednarodnem priznanju Republike Slovenije
- Zdenko Pavlina - za dolgoletno delo in prispevek k organizaciji slovenskih sodišč
- Dušan Pleničar (†) - za zasluge in dolgoletno delo v dobro slovenskemu narodu in slovenski kulturi
- Rajko Sedej - za strokovno in organizacijsko delo na področju zobozdravstva ter dolgoletno uredniško delo pri zobozdravstvenem vesniku
- Ana Štuhec - za dolgoletno delo in zasluge v dobro Slovencem v Zvezni deželi Baden-Wuertenberg na kulturnem, izobraževalnem, športnem in na drugih področjih ter za povezovanje z matično domovino
- Tone Vogrinec - za izjemno strateško vodenje slovenskega vrhunskega smučanja in za prispevek tega njegovega dela k ugledu Slovenije
- Arhivsko društvo Slovenije - za dolgoletno delo, pomembno za arhivsko dejavnost ter za zasluge pri ohranjanju slovenske kulturne pisne dediščine
- Družbeno podjetje za usposabljanje in zaposlovanje slušno prizadetih ter drugih invalidov DAN-Ljubljana - za dolgoletno delo pri zaposlitveni in delovni rehabilitaciji slušno prizadetih in drugih invalidov in za zasluge pri njihovem polnovrednem vključevanju v družbeno življenje
- Gledališče Tone Čufar - ob petdesetletnici delovanja za zasluge v gledališki dejavnosti in s tem za prispevek k ohranjanju slovenske kulture
- Radio Koper- Capodistria - za dolgoletno delo in zasluge, dosežene na področju informativne dejavnosti, pomembne za krepitev mednarodnih odnosov in sožitje med večinskim in manjšinskim narodom z obeh strani meje
- Slovenski program radia RAI Trst - za zasluge pri petdesetletnem delovanju, pomembnem za kulturno in narodnostno zavest Slovencev v Italiji.
- Turistična zveza Slovenije - za dolgoletno delo in zasluge pri razvoju ter organiziranju slovenskega turizma, za spodbujanje raznovrstnih turističnih dejavnosti, še posebej pa za širjenje vedenja o Sloveniji v svetu.
- John W. Andersen - ob 50 letnici zmage nad nacifašizmom za zasluge v dobro slovenskemu narodu med drugo svetovno vojno in za krepitev prijateljstva med ZDA in Republiko Slovenijo
- František Benhart - za dolgoletno krepitev in bogatitev vezi med češko in slovensko kulturo ter za obsežno prevajalsko in drugo delo v dobro Sloveniji
- Albert Benker - za zasluge in osebni prispevek pri modernizaciji statistike in avtomatske obdelave podatkov v Republiki Sloveniji
- Ernst Landschbauer - za osebni prispevek v dobro Republiki Sloveniji v času agresije in zasluge pri razvijanju dobrososedskih odnosov med obmejnimi občinami Republike Avstrije in Republike Slovenije
- Astrid Lindgren - za dela in dejanja v veselje in srečo otrok, za njen odnos do varstva narave in za vse, kar je storila v dobro Sloveniji
- Viktor Meier - za zasluge pri seznanjanju svetovne javnosti s slovensko politično, zgodovinsko in kulturno realnostjo in za prispevek k mednarodnemu priznanju Republike Slovenije.
- Heribert Spaeth, Heinrich Strasser - za zasluge in prispevek pri razvoju slovenske obrti in mednarodnem uveljavljanju Slovenije in njenega gospodarstva
- Bill Petty - ob 50 letnici zmage nad nacifašizmom za zasluge v dobro slovenskemu narodu med drugo svetovno vojno in za krepitev prijateljstva med ZDA in Republiko Slovenijo
- John Phillips - ob 50 letnici zmage nad nacifašizmom za novinarsko in fotoreportersko delo v dobro slovenskemu odporniškemu gibanju med drugo svetovno vojno
- Walter Reinartz - za zasluge pri razvoju lionizma v Sloveniji ter za človekoljubno, humanitarno in drugo dejavnost v dobro Sloveniji.
- John C. Rucigay - ob 50 letnici zmage nad nacifašizmom za zasluge v dobro slovenskemu narodu med drugo svetovno vojno in za krepitev prijateljstva med ZDA in Republiko Slovenijo.

## Leto 1996

### Zlati častni znak svobode Republike Slovenije
- Matjaž Kmecl - za izjemne zasluge pri obrambi svobode in uveljavljanu suverenosti Republike Slovenije
- France Mihelič - kot velikemu slovenskemu umetniku, ki je med drugim zaslužen tudi za predstavljanje in uveljavljanje slovenske likovne umetnosti doma in v svetu, prav tako pa tudi za visoko raven ljubljanske Akademije za likovno umetnost
- Andrej Novak (†) - za izjemno delo v dobro Sloveniji, še posebej za njeno mednarodno uveljavitev v najobčutljivejšem času njenega osamosvajanja
- Ivan Oman, Dušan Plut - za izjemne zasluge pri obrambi svobode in uveljavljanu suverenosti Republike Slovenije
- Leon Štukelj - ob visokem življenjskem jubileju za vse njegove dosežke na področju športa in s tem za mednarodno uveljavljanje Slovenije
- Anton Trstenjak - za delo in zasluge na področju slovenske filozofije, psihologije in duhovne kulture ter za številna dejanja humanosti in medsebojnega razumevanja
- Akademski pevski zbor Tone Tomšič - za večdesetletno kulturno poslanstvo, pomembno za ohranjanje in razvijanje slovenskega zborovskega petja in s tem za krepitev narodne zavesti, tudi v najhujših časih in razmerah
- Slovenski oktet - za petinštiridesetletno umetniško delo in glasbeno poslanstvo doma in v svetu
- John A. Blatnik (†) - za zasluge v dobro slovenskemu narodu med drugo svetovno vojno in po njej ter ob osamosvajanju in za krepitev prijateljstva med ZDA in Republiko Slovenijo
- Hans van den Broek - za zasluge in osebni prispevek pri mednarodnem uveljavljanju Republike Slovenije.

### Srebrni častni znak svobode Republike Slovenije
- Lidija Andolšek-Jeras - za zasluge pri strokovnem, organizacijskem in raziskovalnem delu na področju medicine, predvsem pri zdravstvenem varstvu žensk, za pedagoško in mentorsko delo ter za osebni prispevek k ugledu stroke v mednarodnih krogih
- Leopold Bibič - kot velikemu umetniku za izjemne zasluge v slovenski kulturi, še posebej v gledališču ter za prispevek v boju za samostojno slovensko državo
- Štefanija Drolc, Jože Gale - ob 50 letnici Akademije za gledališče, radio, film in televizijo za izjemne dolgoletne zasluge in osebni prispevek v slovenski gledališki kulturi
- Ferdo Gestrin - kot nestorju slovenskih zgodovinarjev ob njegovi osemdesetletnici za življenjsko delo v zgodovinski stroki, pomembno za slovenski narod in njegovo samozavedanje ter za zasluge pri oblikovanju modernega slovenskega učiteljstva
- Karl Gorinšek - za izjemne zasluge pri obrambi svobode in uveljavljanju suverenosti Republike Slovenije
- Boris Gregorka - ob devetdesetletnici za življenjsko delo na področju športne vzgoje ter s tem za mednarodno uveljavljanje dobrega imena Slovenije
- Miran Herzog, Vida Jan Juvan, Mile Korun - ob 50 letnici Akademije za gledališče, radio, film in televizijo za izjemne dolgoletne zasluge in osebni prispevek v slovenski gledališki kulturi
- Vladimir Klemenčič - za zasluge pri znanstveno-raziskovalnem delu na področju socialne in politične geografije, za pedagoško in drugo delo, še posebej pomembno za zamejske Slovence, ob njegovi sedemdesetletnici
- Jože Krašovec - za zasluge na področju biblicistike in še posebej za zasluge pri novem, komentiranem prevodu Svetega pisma v slovenščino
- Pavla Lah Jerina - ob osemdesetletnici in za njene zasluge v najtežjih časih druge svetovne vojne, predvsem v partizanskih bolnišnicah, ter za njeno delo po vojni
- Pia Mlakar - za izjemne dolgoletne zasluge in osebni prispevek v slovenski gledališki kulturi
- Pino Mlakar - ob 50 letnici Akademije za gledališče, radio, film in televizijo za izjemne dolgoletne zasluge in osebni prispevek v slovenski gledališki kulturi
- Dušan Moravec - za delo in zasluge na področju humanističnih ved, za obsežen strokovni in znanstveni opus na tem področju ter za prispevek slovenski gledališki kulturi
- Boris Paternu - za izjemne zasluge v slovenistiki, za utrjevanje njenega mednarodnega ugleda in za plodno vključevanje stroke v slovensko kulturno in osamosvojitveno življenje
- Karel Pečko - za njegove zasluge pri kulturni podobi Slovenj Gradca, za organizacijsko in drugo delo v dobro krajanom, še posebej pa za kulturno povezovanje Slovenije s svetom
- Marjan Pogačnik - za delo in ustvarjalnost na področju likovne umetnosti ter za zasluge pri ustvarjanju dobrega slovesa ljubljanske Akademije za likovno umetnost
- Lev Premru - za izjemne zasluge v slovenskem gospodarstvu, še posebej za njegov prispevek k razvoju in uveljavitvi slovenske farmacevtske industrije
- Mitja Šipek - ob sedemdesetletnici za vse zasluge v dobro Sloveniji na kulturnem in strokovnem področju
- Jože Toporišič - za izjemne zasluge v slovenistiki, za utrjevanje njenega mednarodnega ugleda in za plodno vključevanje stroke v slovensko kulturno in osamosvojitveno življenje
- Marijan Tršar - za delo in ustvarjalnost na področju likovne umetnosti ter za zasluge pri ustvarjanju dobrega slovesa ljubljanske Akademije za likovno umetnost
- Drago Ulaga - ob devetdesetletnici za njegovo življenjsko delo na področju športne vzgoje in športnega časnikarstva ter za vztrajno uveljavljanje humanih in kulturnih vrednot v slovenskem športu
- Franc Zadravec  - za izjemne zasluge v slovenistiki, za utrjevanje njenega mednarodnega ugleda in za plodno vključevanje stroke v slovensko kulturno in osamosvojitveno življenje
- Mirko Zupančič  - ob 50 letnici Akademije za gledališče, radio, film in televizijo za izjemne dolgoletne zasluge in osebni prispevek v slovenski gledališki kulturi
- Andrej Otona Župančič - za posebne zasluge pri pedagoškem in znanstvenem razvoju biomedicinskih ved, za mentorsko in organizacijsko delo ter za drugo njegovo delo, predvsem na področju varovanja narave, pomembno doma in v tujini
- Planinsko društvo Tolmin - ob stoletnici za prizadevno planinsko domoljubno dejavnost, še posebej za ohranjanje slovenstva naših gora
- Splošna bolnišnica Slovenj Gradec - ob stoletnici obstoja in delovanja za požrtvovalno delo pri zdravstveni oskrbi prebivalstva ter za zasluge v času agresije na Slovenijo
- Hans Peter Repnik  - za zasluge v dobro Sloveniji, za njen razvoj in napredek, in še posebej za njeno mednarodno uveljavljanje

### Častni znak svobode Republike Slovenije
- Vinko Apšner - za zasluge in osebni prispevek k razvoju in uveljavljanju slovenske farmacevtske industrije
- Božo Benedik - za zasluge pri pospeševanju turizma na osnovi požrtvovalnega ljubiteljstva in za drugo pomembno delo v dobro Sloveniji
- Otmar Bergant - za njegovo predano delo v dejavnostih društev za boj proti raku
- Janez Bitenc - ob sedemdesetletnici za entuziastično in požrtvovalno delo na področju glasbene kulture za otroke
- Ivan Bratuž, Milan Čuš - za izjemne zasluge pri obrambi svobode in uveljavljanju suverenosti Republike Slovenije.
- Jaka Čop - za zasluge na področju planinske kulture in s tem naravovarstvene zavesti ter za življenjsko delo na področju slovenske planinske fotografije
- Franc Hočevar - za osebna prizadevanja pri humanizaciji in lajšanju življenja invalidov ter zasluge pri razvoju dejavnosti Inštituta Republike Slovenije za rehabilitacijo
- Maksimilijan Jezernik - za zasluge v dobro Slovencem na tujem, še posebej v Rimu, in za dejanja, pomembna pri mednarodnem uveljavljanju Republike Slovenije
- Zvonka Kneževič - za zasluge pri pospeševanju turizma na osnovi požrtvovalnega ljubiteljstva in za drugo pomembno delo v dobro Sloveniji.
- Andrej Kocijan - za dolgoletne zasluge in osebni prispevek pri uspešnem delovanju slovenskih društev za boj proti raku
- Vojislav Lukić - za zasluge in delo na področju časnikarstva, posebej za prispevek k predstavljanju pomembnih dosežkov slovenske medicine, kot tudi za drugo publicistično delo, pomembno za predstavitev Slovenije v svetu
- Leopold Oblak - kot uspešnemu slovenskemu gospodarstveniku za delo in zasluge pri vsestranskem razvoju krajev v Loški dolini.
- Alojz Pavlič - za izjemne zasluge pri obrambi svobode in uveljavljanju suverenosti Republike Slovenije.
- Ivan Peršak - za zasluge in osebni prispevek v dobro invalidom Slovenije.
- Franci Povše, Boris Raj - za izjemne zasluge pri obrambi svobode in uveljavljanju suverenosti Republike Slovenije
- Majda Šlajmer Japelj - za njena dela in zasluge pri vzgoji in izobraževanju slovenskih medicinskih sester ter za prispevek k uveljavljanju zdravstvene nege
- Boris Šuštaršič - za zasluge in osebni prispevek v dobro invalidom Slovenije
- Ljubinko Volmut - za izjemne zasluge pri obrambi svobode in uveljavljanju suverenosti Republike Slovenije
- Nada Vreček - za petinpetdesetletno zvesto delo na podružnični šoli na Travi in za vse dobro, kar je tam storila
- Zoran Vudler - za zasluge pri pospeševanju turizma na osnovi požrtvovalnega ljubiteljstva in za drugo pomembno delo v dobro Sloveniji.
- Jože Zupanc - za zasluge in osebni prispevek v dobro invalidom Slovenije
- Pevski zbor Šentanelski pauri - za zasluge pri ohranjanju tradicije in obujanju šeg in navad krajev in okolice in s tem za krepitev slovenske zavesti na obeh straneh avstrijsko slovenske meje
- Slovenski program radia ÖRF Celovec - za zasluge pri petdesetletnem delovanju, pomembnem za kulturno in narodnostno zavest Slovencev v Avstriji
- Slovensko kulturno prosvetno društvo SAVA iz Frankfurta - ob petindvajsetletnici delovanja za zasluge pri združevanju Slovencev na tujem in za ohranjanje njihove narodne zavesti
- Šentjakobsko gledališče Ljubljana - ob petinsedemdesetletnici delovanja za zasluge v ljubiteljski gledališki dejavnosti in s tem za bogatenje slovenske kulture
- Zveza društev za boj proti sladkorni bolezni Slovenije - ob štiridesetletnici delovanja za prizadevno človekoljubno delo, pomembno za sladkorne bolnike
- Zveza slovenskih društev za boj proti raku - za izjemne zasluge in petindvajsetletna prizadevanja v boju proti raku ter za drugo humano dejavnost na tem področju.
- Gerald S. Arsmtrong - za zasluge v dobro slovenskemu narodu med drugo svetovno vojno in za krepitev prijateljstva med ZDA in Republiko Slovenijo
- Paul Baumann - za njegova dela v dobro Sloveniji med njenim osamosvajanjem ter za prispevek k dolgoletnemu sodelovanju med mestoma Ste Marie aux Mines in Tržičem
- Wolfgang Knoll - za zasluge in osebni prispevek v strokovnem sodelovanju med naravnim parkom Hochtaunus in Triglavskim narodnim parkom ter za drugo delo, pomembno zlasti za mednarodno priznanje Republike Slovenije
- Werner Kraus - za zasluge pri krepitvi gospodarskega sodelovanja med Republiko Avstrijo in Republiko Slovenijo, posebej še na področju gumarske industrije
- Kurt Müller - za dejanja v dobro Sloveniji
- Robert Plan - za zasluge v dobro slovenskemu narodu med drugo svetovno vojno in za krepitev prijateljstva med ZDA in Republiko Slovenijo
- Karl Schnabel - za zasluge in osebni prispevek k razvoju kulturnega, humanitarnega, naravovarstvenega in drugega pomembnega sodelovanja med Zvezno republiko Nemčijo in Republiko Slovenijo, posebej v času njenega osamosvajanja
- Robert Tinlot - za zasluge v dobro slovenskemu gospodarstvu, še posebej njegovega vinogradništva in vinarstva
- Edward O. Welles - za zasluge v dobro slovenskemu narodu med drugo svetovno vojno in za krepitev prijateljstva med ZDA in Republiko Slovenijo

## Leto 1997

### Zlati častni znak svobode Republike Slovenije
- France Bernik - ob sedemdesetletnici za njegovo znanstveno, strokovnoorganizacijsko in vodstveno delo ter za utrjevanje ugleda Republike Slovenije v svetu
- Ferdo Bidovec (†), Viktor Bobek (†), Ivan Ivančič (†), Simon Kos (†), Fran Marušič (†), Zvonimir Miloš (†), Pinko Tomažič (†), Ivan Vadnal (†), Alojz Valenčič (†) - ob petdesetletnici priključitve Primorske Sloveniji za zasluge v zmagovitem boju proti nacifašizmu ter za zvestobo slovenstvu v najhujših časih potujčevanja
- IX. Korpus NOV Slovenije, Organizacija TIGR, Prekomorske brigade in druge prekomorske enote, I. bataljon Simona Gregorčiča, Pokrajinski narodnoosvobodilni odbor za Slovensko Primorje in Trst, Zbor svečenikov sv. Pavla - ob petdesetletnici priključitve Primorske Sloveniji za zasluge v zmagovitem boju proti nacifašizmu ter za zvestobo slovenstvu v najhujših časih potujčevanja
- Árpád Göncz - za osebni prispevek in zasluge pri krepitvi prijateljskih madžarsko-slovenskih odnosov ter za mednarodno priznanje Republike Slovenije in za vsa druga dejanja v njeno dobro
- Lennart Meri - za zasluge pri utrjevanju prijateljskih meddržavnih odnosov med Republiko Slovenijo in Republiko Estonijo
- William J. Perry - za zasluge in osebni prispevek pri mednarodnem uveljavljanju Republike Slovenije ter za ohranjanje vrednot zgodovinskega zavezništva med slovenskim in ameriškim narodom iz časa NOB in druge svetovne vojne
- Juan Antonio Samaranch - za pomemben prispevek pri uveljavljanju Slovenije v mednarodnih športnih organizacijah, še posebej pri njenem priznanju v Mednarodnem olimpijskem komiteju in s tem za zasluge pri uveljavitvi Republike Slovenije v svetu

### Srebrni častni znak svobode Republike Slovenije
- France Adamič - ob 50 letnici Biotehniške fakultete za življenjsko delo na področju agronomije
- Tone Ferenc - za življenjsko delo in zasluge v znanstvenem, strokovnem in drugem delu na področju slovenske zgodovinske stroke ob njegovi sedemdesetletnici
- Pavle Kornhauser - za zasluge in delo v slovenski pediatriji, še posebej za prijaznejšo in človečnejšo hospitalizacijo otrok
- Franc Košir - za zasluge pri pripravah na osamosvojitev slovenske carinske službe ter za prispevek pri njeni organiziranosti in delovanju v novi državi Republiki Sloveniji
- Dušan Ogrin - ob 50 letnici Biotehniške fakultete za življenjsko delo na področju krajinske arhitekture
- Drago Plešivčnik - za zaslužni delež pri kulturni podobi Slovenj Gradca, za kulturno povezovanje Slovenije s svetom in za dolgoletno požrtvovalno delo na področju zdravstvene dejavnosti
- Zveza društev medicinskih sester in zdravstvenih tehnikov Slovenije - ob sedemdesetletnici zaslužnega delovanja na področju zdravstvene nege in njenega strokovnega razvoja
- Gerd Bacher - za zasluge pri seznanjanju svetovne javnosti o osamosvajanju Slovenije in za prispevek k mednarodnemu priznanju Republike Slovenije

### Častni znak svobode Republike Slovenije
- Milan Baškovič - za njegovo delo, pomembno na področju pravnega sistema Republike Slovenije
- Viljem Belovič - za zasluge pri pripravah na osamosvojitev slovenske carinske službe ter za prispevek pri njeni organiziranosti in delovanju v novi državi Republiki Sloveniji
- Janez Bizjak - za zasluge pri varstvu okolja, uveljavljanju Slovenije na tem področju in za pomembno delo v Triglavskem narodnem parku
- Kristina Brenk - za življenjsko delo v mladinski literaturi in založništvu
- Marko Černivec - za izjemna prizadevanja in požrtvovalnost pri vzdrževanju elektroprenostnih daljnovodov, še posebej ob zadnji naravni ujmi.
- Franc Habe - ob 50 letnici Biotehniške fakultete za zasluge pri strokovnem, pedagoškem organizacijskem in znanstveno raziskovalnem delu
- Savo Janežič - ob petinsedemdesetletnici za življenjsko delo na področju pregradnega inženirstva
- Janez Kuhar - za njegovo zaslužno skladateljsko, pedagoško, zborovodsko ter drugo delo v dobro slovenskih otrok, predvsem pa slovenske kulturne samozavesti
- Maks Lešnik starejši - za plodno in vztrajno delo na področju varstva pred požari, za osebni prispevek pri gašenju brezštevilnih požarov in za požrtvovalna reševanja ljudi in premoženja v naravnih nesrečah
- Franc Lobnik - ob 50 letnici Biotehniške fakultete za zasluge pri strokovnem, pedagoškem organizacijskem in znanstveno raziskovalnem delu
- Andrej Martinčič - ob 50 letnici Biotehniške fakultete za zasluge pri strokovnem, pedagoškem organizacijskem in znanstveno raziskovalnem delu
- Franc Perhavec - za izjemna prizadevanja in požrtvovalnost pri vzdrževanju elektroprenostnih daljnovodov, še posebej ob zadnji naravni ujmi.
- Ljudmila Plesničar - za odlične dosežke na podorčju varovanja kulturne dediščine, še posebej arheologije
- Zinka Svetelj - za predano organizacijsko in drugo delo v Zavodu za revmatične in srčne rekonvalescente za mladino “Dr. Marko Gerbec”, Šentvid pri Stični
- Vladimir Šerbel - za dolgoletno, izjemno uspešno organizacijsko delo pri civilni zaščiti, zlasti pri varstvu pred naravnimi in drugimi nesrečami, ter požrtvovalnost pri reševanju človeških življenj in gmotnih dobrin
- Marija Zupančič-Vičar - za zasluge pri varstvu okolja, uveljavljanju Slovenije na tem področju in za pomembno delo v Triglavskem narodnem parku
- Časopisno založniška družba Primorske novice - za zasluge na področju informativne dejavnosti, še posebej v času osamosvojitvenih prizadevanj
- Lovska zveza Slovenije - za nacionalno, napredno in naravovarstveno naravnanost v vseh devetdesetih letih obstajanja.
- Zveza računovodij, finančnikov in revizorjev Slovenije - ob štiridesetletnici delovanja za njen prispevek k računovodski stroki, njeno popularizacijo, uveljavljanje teorije v praksi in še posebej za vzgojo računovodskih praktikov v Sloveniji
- Zveza radioamaterjev Slovenije - ob petdesetletnici delovanja za humanitarno pomoč pri naravnih in drugih nesrečah in še posebej za zasluge v procesu osamosvojanja Republike Slovenije
- Božidar Fink - za zasluge v dobro Republiki Sloveniji pri njenem mednarodnem priznanju in uveljavljanju
- Paul Braendli - za zasluge pri sodelovanju Evropske patentne organizacije z Republiko Slovenijo in za vključevanje Slovenije v mednarodne organizacije ter za vsa druga dejanja v njeno dobro
- Jean-Paul Carteron - za prizadevanja in osebni prispevek pri mednarodnem uveljavljanju Republike Slovenije
- Ludwig Heigl - za njegova dobra dela, ki jih je med drugo svetovno vojno naklonil slovenskim izgnancem.
- Gyula Pusztai - za dela in zasluge v prid slovenski osamosvojitvi ter za utrjevanje in bogatitev dobrososedskih odnosov med Republiko Slovenijo in Republiko Madžarsko
- Klaus Schwab - za prizadevanja in osebni prispevek pri mednarodnem uveljavljanju Republike Slovenije
- Heinz Sippel - za zasluge v dobro Sloveniji, še posebej v procesu njenega osamosvajanja.

## Leto 1998

### Zlati častni znak svobode Republike Slovenije
- Lado Ambrožič - Novljan - ob devetdesetletnici za zgledno in dejavno svobodoljubnost in slovenstvo.

- Franc Novak - ob devetdesetletnici za življenjsko delo na področju slovenske ginekologije, za prispevek k njenemu ugledu v svetu in za zasluge pri organizaciji nekdanje partizanske sanitete

- Akademska folklorna skupina France Marolt - za petdesetletno kulturno poslanstvo pri ohranjanju slovenskega ljudskega plesnega in glasbenega izročila

- Cistercijanski samostan Stična - kot izraz državne hvaležnosti in spoštovanja do pomembnega prispevka, ki ga je odigral pri kulturnem, duhovnem in civilizacijskem razvoju slovenskega naroda

- Specialna enota Ministrstva za notranje zadeve - za izjemne zasluge pri obrambi svobode in uveljavljanju suverenosti Republike Slovenije

### Srebrni častni znak svobode Republike Slovenije
- Jože Tisnikar (†) - za bogato ustvarjalno delo

- Elektroinštitut Milan Vidmar - ob petdesetletnici uspešnega delovanja za zasluge na področju razvoja elektroenergetike in energetike v Sloveniji in za uspešno strokovno delovanje v mednarodnem prostoru

- Gimnazija Ledina - ob stotridesetletnici obstajanja in delovanja za zgodovinski delež pri oblikovanju slovenskega učiteljstva in s tem slovenske šole

- Kmetijski inštitut Slovenije - ob stoletnici obstajanja za prispevek k razvoju kmetijstva v Sloveniji.

- Zveza geografskih društev Slovenije - ob petinsedemdesetletnici delovanja za zasluge pri bogatitvi slovenske geografske znanosti in njene organiziranosti.

### Častni znak svobode Republike Slovenije
- Janez Bohorič - za zasluge pri organiziranosti in uveljavljanju lionističnega gibanja in njegovega humanitarnega poslanstva v Republiki Sloveniji

- Franc Ekar - za štiridesetletno organizacijsko delo na področju planinstva, alpinizma in drugih področjih telesne kulture

- Slavko Gliha - za zasluge v korist kmetijskega razvoja pri nas, za dolgoletno uspešno vodenje Kmetijskega inštituta Slovenije in za prispevek pri ohranjanju kulturne dediščine

- Ignac Golob - za zasluge in prispevek pri mednarodnem priznanju in uveljavljanju samostojne države Slovenije

- Jože Jan - za življenjsko delo na področju inovatorstva in s tem za zasluge pri razvoju slovenskega gospodarstva.

- Matjaž Jančar (†) - za zasluge in prispevek pri mednarodnem priznanju in uveljavljanju samostojne države Slovenije.

- Alojz Ješelnik - za dolgoletno nesebično in zaslužno delovanje v Združenju multiple skleroze Slovenije v dobro invalidnih oseb

- Evgenija Kegl Korošec, Janez Korošec - za dolgoletno prizadevno delovanje in izjemne dosežke pri razvoju vasi Koprivnik in Gorjuše in za druga dejanja, pomembna za promocijo Bohinja zunaj meja Republike Slovenije

- Aleš Mižigoj - kot uspešnemu gospodarstveniku ob sedemdesetletnici za zasluge na različnih področjih športa in izobraževanja.

- Janez Mrdavšič - za zasluge pri bogatitvi kulturne podobe Koroške, pa tudi v pedagoškem delu, slavistični stroki, na področju knjižničarstva in koroškega domoznanstva

- Marijan Lačen - za zasluge pri razvoju defektološke stroke pri nas in za delo z osebami s posebnimi potrebami

- Ivan Nemanič - za delo in zasluge pri varovanju slovenske filmske arhivske kulturne dediščine

- Božidar Opara, Dušan Parazajda - za zasluge pri razvoju defektološke stroke pri nas in za delo z osebami s posebnimi potrebami

- Fedor Pečak - za zasluge pri uveljavljanju rotarijskega gibanja v Sloveniji, za izpopolnjevanje njegovega humanitarnega poslanstva ter še posebej za strokovno delo na področju ortopedije

- Janez Planina - za življenjsko delo na področju turizma kot stroke

- Mirko Ramovš - za dolgoletno znanstveno delo ter za zasluge pri popularizaciji slovenskega plesnega ljudskega izročila, še posebej za dolgoletno ustvarjalno vodenje AFS France Marolt.

- Alojz Serini - za zasluge na področju turističnega razvoja Dolenjske in Bele krajine ter za uveljavljanje turistične dejavnosti v Sloveniji

- Pavel Smolej - za zasluge pri razvoju defektološke stroke pri nas in za delo z osebami s posebnimi potrebami

- Zora Tomič - za dolgoletne zasluge na področju socialnega in invalidskega varstva ter za prispevek v dobro invalidom Slovenije, posebej tistim s cerebralno paralizo

- Emil Ulaga - za zasluge pri razvoju defektološke stroke pri nas in za delo z osebami s posebnimi potrebami

- Atletsko društvo Kladivar-Cetis Celje - ob petdesetletnici delovanja za prispevek pri vzgoji športnikov in športnih delavcev ter za zasluge, pomembne za razvoj, napredek in uveljavitev slovenskega športa doma in v svetu

- Center za usposabljanje, delo in varstvo Črna na Koroškem - za zasluge pri usposabljanju otrok in mladostnikov z motnjami v duševnem razvoju, ob tridesetletnici delovanja

- Tednik madžarske narodne skupnosti NÉPUJSÁG - za zasluge v dobro prekmurskim Madžarom ter za ustvarjanje sožitja in razumevanja med ljudmi madžarske in slovenske narodnosti

- Zgodovinski arhiv Ljubljana - ob stoletnici zaslužnega delovanja v arhivistični stroki, še posebej pa za prispevek pri ohranjanju kulturne dediščine

- Zlatko Aurelius Verbič - za zasluge v dobro Sloveniji v najkritičnejših časih njenega osamosvajanja.

- François Burkhardt - za zasluge pri predstavitvi del arhitekta Jožeta Plečnika na svetovnem kulturnem prizorišču in s tem za prispevek k prepoznavanju slovenske ustvarjalnosti

- Viljem Černo - za bogatitev kulturnega življenja med benškimi Slovenci in s tem za ohranjanje in krepitev njihove narodne zavesti

- Oreste Davini - za pomoč v času agresije na Slovenijo in za vse druge zasluge v dobro Sloveniji.

- Alberto Estrada Vilarrasa - za zasluge pri uveljavljanju dobrega imena Slovenije v Španiji in za krepitev prijateljskih odnosov med obema državama

- Maia Kollander - za zaslužno ohranjanje stikov slovenskih izseljencev v Severni Ameriki z matično domovino in za druga dejanja v njihovo dobro

- Joachim A. Scholz - za zasluge pri sodelovanju Republike Slovenije in Zvezne republike Nemčije ter za uspešno vodenje mešanega podjetja Bayer Pharme iz Ljubljane

- Albert Theis - za vsa dobra dela, pomembna za Slovence v boju proti nacifašizmu, in še posebej za njegovo pomoč trpečim v koncentracijskem taborišču Dachau

## Leto 1999

### Zlati častni znak svobode Republike Slovenije
- Vlasto Kopač - za zasluge pri ohranjanju in vrednotenju kulturne dediščine, za celotno življenjsko delo in za vse, kar je dobrega napravil za Slovenijo

- Constantinos Stepanopoulos - za zasluge pri utrjevanju prijateljskih meddržavnih odnosov med Republiko Slovenijo in Helensko republiko

- Igor Torkar - za življenjski literarni opus in zvestobo slovenstvu

- Zoran Mušič - ob devetdesetletnici za življenjski umetniški opus in za prispevek k prepoznavanju slovenske likovne umetnosti in s tem Republike Slovenije v svetu

- Maistrovi borci - za častna domoljubna dejanja v bojih za Severno mejo, s katerimi so ob koncu prve svetovne vojne soustvarili pomembne temelje slovenski suverenosti

### Srebrni častni znak svobode Republike Slovenije
- Janez Fettich - za izjemne zasluge pri razvoju slovenske medicine

- Vinko Kambič -za izjemne zasluge pri razvoju slovenske medicine

- Vilko Novak - ob devetdesetletnici za bogato in ustvarjalno življenjsko delo na področju etnologije

- Tine Lah - za vsestransko življenjsko delo, posebej za zasluge pri razvoju višjega, visokošolskega in univerzitetnega izobraževanja v severovzhodni Sloveniji ter njegovega povezovanja z gospodarstvom

- France Habe - ob devetdesetletnici za življenjsko delo na področju krasoslovja

- Ivan Vanek Šiftar - ob osemdesetletnici za bogato ustvarjalno in mnogovrstno življenjsko delo v dobro Sloveniji

- Lutkovno gledališče Ljubljana - za zasluge v slovenski kulturi in uveljavljanju slovenske umetniške ustvarjalnosti doma in v svetu, ob petdesetletnici delovanja

- Revija pevskih zborov Primorska poje - za tridesetletno širjenje pevske kulture in ljubiteljske kulturnoumetniške dejavnosti v celotnem slovenskem kulturnem prostoru, še posebej tostran in onstran primorske meje

### Častni znak svobode Republike Slovenije
- Pavle Svete - za dolgoletno predano delo na področju pravnega sistema Republike Slovenije

- Milan Pogačnik - za zasluge pri znanstveno-raziskovalnem, pedagoškem in organizacijskem delu, pomembnem za razvoj in uveljavljanje slovenskega veterinarstva

- Posavski muzej Brežice - ob petdesetletnici delovanja za zasluge in prispevek pri ohranjanju kulturne dediščine in razvoj kulturnega življenja

- Tomaž Humar - za izjemne alpinistične dosežke, posebej še za prvenstveni samostojni vzpon v južni steni Dhaulagirija, ki je pomemben tudi za mednarodno promocijo Slovenije

- Bruno Breschi - za mecenski doprinos slovenski kulturi

- Bruno Ravnikar - za pomembno in zaslužno delo v slovenski folklorni dejavnosti

- Anton Ogorelec - za zasluge pri razvoju in uresničevanju programov avtomatizacije v Iskri in širšem slovenskem prostoru

- Avto-moto zveza Slovenije - za uspešno delovanje na področju preventive, vzgoje in pomoči v cestnem prometu ter povezovanje z mednarodnimi organizacijami in ob devetdesetletnici delovanja

- Zvezna gimnazija in zvezna realna gimnazija za Slovence v Celovcu - za zasluge pri ohranjanju in razvijanju slovenske kulture ter za krepitev samozavesti in sodelovanja med rojaki na Koroškem

- Marin Bastjančič - za dela v dobro občini nova Gorica in njenemu obmejnemu sodelovanju

- Franc Zlatko Dreu - za dejanja v dobro Sloveniji na mednarodnem področju

- Miroslava Kramarič - za dolgoletno požrtvovalno učiteljsko delo in za bogat osebni prispevek k razvoju Loma pod Storžičem

- Cvetka Kocijančič, Ciril Soršak - za kulturno delo in s tem za ohranjanje slovenskega izročila med našimi izseljenci v Kanadi

- Ivan John Plut - za zaslužno delo pri združevanju Slovencev v Kanadi in pri njihovem povezovanju z matično domovino

- Anica Mikuš Kos - za zaslužno delo na področju zaščite duševnega zdravja otrok

- Jožica Simonič - za življenjsko delo na področju zobozdravstvene preventive in zobnega zdravljenja otrok

- Iztok Tomazin - za pomembno delo na področju urgentne medicine, posebej za zasluge pri klasičnem in helikopterskem reševanju ponesrečencev

- Franc Urlep - za zasluge pri razvoju in uveljavitvi družinske medicine, organiziranju splošne zdravstvene službe in za prispevek k podiplomskemu izobraževanju

- Prostovoljno gasilsko društvo Metlika - ob stotridesetletnem jubileju za organizirano, vztrajno in nesebično varovanje pred požari, naravnimi in drugimi nesrečami kot prvemu slovenskemu gasilskemu društvu

- Slovenski rodoljubi, ki so jih angleški zavezniki kot padalce poslali na ozemlje Slovenije, kjer so se borili za novo Evropo svobodnih narodov - za zasluge v boju proti nacifašizmu

- Károly Bauer - za zasluge v dobro porabskih Slovencev in njegov prispevek k osamosvajanju Slovenije

- Richard Jackson - za zasluge pri prepoznavanju slovenske literature v tujini in za druga dela v dobro Sloveniji

- Dénes Pálfy - za zasluge in prispevek pri povezovanju in sodelovanju Madžarske s Slovenijo na različnih področjih

- Slavko Avsenik, Vilko Ovsenik - za zasluge na področju slovensko zaznamovane množične glasbene kulture doma in široko po svetu

- Andrej Babič - za plodno in požrtvovalno delo v turistični dejavnosti Gorenjske

- Mojmir Lasan, Lidija Sotlar, Magda Vrhovec - ob osemdesetletnici slovenskega baleta za umetniške dosežke in druge zasluge na tem področju

- Svetlana Makarovič - za ustvarjalne zasluge pri razvoju slovenske lutkovne umetnosti in literature za otroke

- Milan Matos - za zasluge pri razvoju slovenskega založništva ob petindvajsetletnici delovanja knjižnega kluba Svet knjige

- Nace Simončič - za dolgoletno bogato ustvarjalno delo v slovenskem lutkarstvu

- Ignacije Šunjić - za izjemno organizacijsko delo v slovenskem lutkarstvu

- Klaus Wolf - za zasluge pri promociji Slovenije v nemškem glasbenem atlasu in za povezovanje med mestoma Esslingen in Velenje

## Leto 2000

### Zlati častni znak svobode Republike Slovenije
- Javni zavod radiotelevizija Slovenija - za izjemne zasluge pri obrambi svobode in uveljavljanju suverenosti Republike Slovenije, še posebej za požrtvovalno vzdrževanje televizijskih in radijskih oddajnikov ter zvez med agresijo na Slovenijo in za obveščanje državljanov v času priprav in izvedbe osamosvojitve
- Pripadniki Manevrske strukture narodne zaščite - za izjemne zasluge pri obrambi svobode in uveljavljanju suverenosti Republike Slovenije v času, ki je bil usoden za slovensko prihodnost
- Jorge Sampaio - za zasluge pri uveljavljanju prijateljskih odnosov med Republiko Slovenijo in Portugalsko republiko

### Srebrni častni znak svobode Republike Slovenije
- Vilma Bukovec, Rudolf Francl - za izjemno življenjsko delo in prispevek k visoki ravni slovenske operne poustvarjalnosti in za uveljavljanje slovenske kulture v mednarodnem prostoru ob 80 letnici
- Jože Stanič - za izjemno delo in zasluge na gospodarskem področju
- Boris Pahor - za življenjski opus, nepopustljivo prizadevanje v prid svobodne Evrope in zoper nacifašizem ter za dobrobit zamejskih Slovencev
- Aleksandra Kornhauser Frazer - za pomemben prispevek pri mednarodnem uveljavljanju Republike Slovenije in za zasluge pri pedagoškem, organizacijskem in znanstveno raziskovalnem delu na področju kemijske znanosti
- Wesley Kanne Clark - Vrhovni poveljnik zavezniških sil NATO za Evropo in Vrhovni poveljnik Evropskega poveljstva oboroženih sil ZDA za podporo in pomoč Republiki Sloveniji na vojaškem področju in pri usposabljanju Slovenske vojske za sodelovanje v okviru Partnerstva za mir
- Jože Jeras - za življenjsko delo in zasluge pri strokovnem, padagoškem, organizacijskem ter znanstveno raziskovalnem delu na področju slovenske pediatrije
- Dušan Karba - za življenjsko delo na področju farmacije
- Pavle Petričič - za požrtvovalno in zaslužno delovanje, ki je pomembno prispevalo k socialnemu, narodnemu in kulturnemu prerodu Beneške Slovenije
- Dušan Senčar - za izjemne zasluge pri razvoju smučarskega športa, posebej še za organizacijo svetovno odmevnih tekmovanj v alpskem smučanju za Zlato lisico

### Častni znak svobode Republike Slovenije
- Martin Strel - za dolgoletne uspehe na področju plavalnega športa in za promocijo Slovenije v svetu
- Nogometna zveza Slovenije - za zasluge pri prepoznavanju Slovenije v svetu ob 100-letnici nogometa na Slovenskem in ob 80-letnici delovanja
- Zavod za gluhe in naglušne Ljubljana - za strokovno in organizirano delo z gluhimi, naglušnimi in govorno motenimi otroki ter za drugo delo v njihovo dobro ob 100-letnici delovanja
- Franc Eržen - za petdesetletno kulturno delovanje in še posebej za organiziranje Severjevih dnevov v Ribnici na Pohorju
- Milica Kacin Wohinz - za zasluge dosežene v znanstvenem in strokovnem delu ob sedemdesetletnici
- Nada Čučnik Majcen - za organizacijsko in strokovno delo pri uveljavljanju sodobnega knjižničarstva in arhivstva v Sloveniji
- Boris A. Novak - za prizadevanja pri demokratizaciji in osamosvajanju Slovenije, za pomoč žrtvam balkanskih vojn ter za prispevek k prepoznavanosti Slovenije in naše kulture v svetu
- Rado Lenček - za prispevek k poznavanju in uveljavljanju slovenske kulture v ZDA
- Centralna tehniška knjižnica Univerze v Ljubljani - za prispevek k razvoju knjižnične in informacijske dejavnosti, posebej za njeno zaslužno vlogo pri uresničevanju univerzitetnega študija in raziskovalnega dela
- Izidor Hafner - za zasluge pri uvajanju računalništva in logike v srednje šole ter za delo z mladimi na tem področju
- Davo Karničar - za izjemen smučarsko - alpinistični dosežek s spustom z Mount Everesta, kar je v zgodovini himalaizma odprlo povsem novo poglavje in znova poneslo ime Slovenije v svet
- Gasilsko društvo Ljubljana mesto, Prostovoljno gasilsko društvo Ptuj - za zasluge na področju varstva pred požari ter varstva pred naravnimi in drugimi nesrečami ob 130 letnici delovanja
- France Filipič - za življenjsko delo na področju zgodovinopisja
- Zveza inženirjev in tehnikov Slovenije - ob 90-letnici delovanja za dolgoletno družbeno aktivno in strokovno uspešno delo
- Dolenjski muzej - ob 50-letnici delovanja za kulturno prosvetno poslanstvo ter za odkrivanje in ohranjanje premične kulturne dediščine
- Antonija Bernard - za prispevek k prepoznavanju Slovenije, njene literature in jezika v Franciji ter zasluge pri ohranjanju narodne zavesti pri naših izseljencih
- Božena Glavak - za življenjsko delo na področju operne poustvarjalnosti
- Jože Florjančič - za pedagoški in svetovalni prispevek na kadrovskem področju v Sloveniji ter za zasluge pri razvoju višjega in visokega šolstva
- Tom Priestly - za prispevek k prepoznavanju slovenske kulture v svetu
- don Pierino Gelmini - za delo in zasluge z mladimi zasvojenci in še posebej za razumevanje in prispevek pomoči potrebnim v slovenskem prostoru
- Bazilij Albin Valentin (†) - za dolgoletno delo med avstralskimi Slovenci
- Majda Mačkovšek - Peršič - za pogumno humanitarno delo med taboriščnicami in pri tem za zasluge v boju proti nacifašizmu ter za požrtvovalno delo na področju onkologije
- Jože Makoter - za izjemne zasluge pri obrambi svobode in uveljavljanju suverenosti Republike Slovenije
- Drago Petrič - za izjemne zasluge in prispevek slovenskemu športu ter za delo na področju zdravstvenega varstva in zdravstvenega zavarovanja
- Božidar Krajnčič - za zasluge pri razvoju mariborske fakultete za kmetijstvo in njenem mednarodnem uveljavljanju, za vrhunske raziskovalne rezultate ter za prispevek pri krepitvi slovenskega gospodarstva
- Ivan Turk - za življenjsko delo in zasluge na področju računovodske in revizijske stroke
- Peter Winkler - za prispevek k uveljavitvi visokih civilizacijskih načel v ustvarjanju in izvajanju narodnostne politike Republike Slovenije
- Kurt Kancler - za zasluge pri strokovnem, padagoškem, organizacijskem in drugem delu na področju slovenske pediatrije (ob sedemdesetletnici)
- Predrag Matvejevič - za zasluge pri ohranjanju in krepitvi vloge slovenske kulture v mednarodnem prostoru
- Robert Tomsich - za dejanja v dobro Sloveniji, posebej pri njenem osamosvajanju in mednarodnem uveljavljanju
- Franc Kozjek - za zaslužno delo na področju farmacije
- Rajko Cibic - za dejanja v dobro Slovencem v Franciji in krepitvi francosko-slovenskega prijateljstva ter za širjenje dobrega glasu o Sloveniji

## Leto 2001

### Zlati častni znak svobode Republike Slovenije
- Ivan Dolničar - za osebni delež v uporu proti okupatorju in za zasluge pri osamosvajanju ter v obdobju samostojnosti Republike Slovenije - ob 80-letnici
- Slovenska filharmonija - ob 300 letnici Academiae Philcarmonicorum Labacensium za večstoletno umetniško poslanstvo
- Elizabeta II. - za zasluge pri utrjevanju prijateljskih meddržavnih odnosov med Republiko Slovenijo in Združenim kraljestvom Velike Britanije in Severne Irske
- Margareta II. - za zasluge pri utrjevanju prijateljskih meddržavnih odnosov med Republiko Slovenijo in Kraljevino Dansko
- Mohorjeva družba v Celju, Mohorjeva družba v Celovcu, Mohorjeva družba v Gorici - za neutrudno širjenje slovenske knjige in utrjevanje narodne zavesti med Slovenci - ob 150-letnici Mohorjeve družbe
- France Arhar, Jože Mencinger - ob deseti obletnici osamosvojitve za izjemna zasluge pri uvedbi in uveljavitvi slovenskega monetarnega sistema ob osamosvajanju Slovenije
- Alojzij Šuštar - ob deseti obletnici osamosvojitve za izjemna prizadevanja pri osamosvajanju slovenske države
- Milan Osredkar - za zasluge na področju razvoja in organizacije slovenske znanosti in za aktivnost v času NOB, posebej pri Radiu Kričač - ob 80-letnici

### Srebrni častni znak svobode Republike Slovenije
- Janez Bole - za odlične zasluge pri razvijanju slovenske zborovske glasbe na pedagoškem in umetniškem področju
- Samo Hubad - za posebne glasbene zasluge ob 300 letnici Academiae Philcarmonicorum Labacensium
- Pavle Merku - za utemeljevanje slovenske narodne identitete med zamejskimi Slovenci in zasluge na področju znanosti ter umetnosti
- Vinko Cajnko - za zasluge pri razvoju in popularizaciji športa v Sloveniji in še posebej na Koroškem - ob 90-letnici
- Janez Pečar - za življenjsko delo na področju kriminologije, družbenega nadzorstva in oblikovanja sodobne policijske dejavnosti
- Vasilij Melik - za znastvenoraziskovalno in dolgoletno pedagoško delo ob osemdesetletnici
- Marko Kranjec - ob deseti obletnici osamosvojitve za izjemna zasluge pri uvedbi in uveljavitvi slovenskega monetarnega sistema ob osamosvajanju Slovenije
- Zora Konjajev - za pionirski strokovni in organizacijski prispevek na področju neonatologije
- Boris Podrecca - za zasluge v sodobni slovenski arhitekturni kulturi
- Anica Cevc - za življenjsko delo na področju kulture, posebej za zasluge pri ohranjanju, raziskovanju in predstavljanju slovenske umetnosti - ob 75-letnici ustvarjalnega življenja
- Janez Šmidovnik - za zasluge pri izgradnji pravnega sistema Republike Slovenije, posebej na področju državne in javne uprave ter lokalne samouprave ob 80-letnici
- Alfred Brežnik - za zasluge v dobro Sloveniji, posebej še za prispevek v okviru projekta »Slovenija in Sidney 2000« v času Olimpijskih iger

### Častni znak svobode Republike Slovenije
- Stanislav Peček - za široko aktivnost na najrazličnejših področjih kulture na Dolenjskem in drugod
- Mirko Cuderman, Igor Ozim, Ivo Petrič, Alenka Saksida, Boris Šinigoj - za posebne glasbene zasluge ob 300 letnici Academiae Philcarmonicorum Labacensium
- Ivica Žnidaršič - za požrtvovalno delo v dobro pomoči potrebnim, še posebej žrtvam vojnega nasilja
- Avgust Likovnik - za dolgoletno delo in vsestranske zasluge v kegljaškem športu
- Boris Kristančič - ob življenjslkem jubileju za petdestletno delo na področju slovenskega športa, posebej za zasluge pri razvoju košarke
- Stanislav Hafner - za delo in zasluge pri znanstvenem, pedagoškem in drugem delu na področju slovenistike v Avstriji
- Zlatko Šugman - za zaslužno in ustvarjalno delo na področju gledališke umetnosti
- Rajko Šugman - za organizacijsko, strokovno, znanstveno in pedagoško delo v slovenskem športu
- Danica Purg - za zasluge pri izobraževanju slovenskih in tujih menagerjev ter za pomembno humanitarno delo
- Gimnazija Kranj - ob stoti obletnici mature - za zasluge pri izobraževanju številnih generacij dijakov
- Charles F. Ipavec, August B. Pust - za zasluge pri kulturnem, organizacijskem in drugem delu v dobro Slovencev v ZDA in za prispevek k mednarodnemu priznanju Republike Slovenije
- Adolf Radoh - krvodajalec, za nesebično in dolgoletno pomoč soljudem v stiski
- Belokranjski muzej Metlika - za zasluge na področju kulture ob 50-letnici
- Andrej Anžin - ob deseti obletnici osamosvojitve za zasluge pri obrambi svobode in uveljavljanju suverenosti Republike Slovenije
- France Bevc, Davorin Bratuš, Zdenka Celina, Janez Drevenšek, Zlatko Erzin, Slavko Gerželj, Franc Kokot, Srečko Krope, Rajko Meh, Edvard Mlačnik, Vinko Mlinšek, Mladen Mrmolja, Stane Plohl, Janez Sodražnik, Borut Usenik, Stanislav Veniger, Drago Vidrih, Bojan Vrečič, Drago Zadnikar, Miroslav Žaberl, Anton Žale - ob deseti obletnici osamosvojitve za zasluge pri obrambi svobode in uveljavljanju suverenosti Republike Slovenije
- Novi Matajur - tednik Slovencev v Videmski pokrajini, za zasluge pri ohranjanju slovenstva na drugi strani meje
- Jože Prešeren - za dogoletno požrtvovalno kulturno delo v korist slovenskega izseljenstva in njihovo ohranjanje stikov stikov z matično domovino
- Jože Kastelic - za kulturno in organizacijsko delo v dobro Slovencev v Kanadi
- Zveza ekonomistov Slovenije - za prispevek k razvoju ekonomske znanosti in njeni popularizaciji v slovenskem in mednarodnem prostoru - ob 50-letnici
- Miloš Brelih - za življernjsko delo in še posebej za medvojne zasluge pri delovanju Radia Kričač
- Petra Dobrila, Stanko Kotnik - za pomembno delo pri »bralni znački« in s tem za zasluge pri vzpodbujanju branja in kultiviranju materinščine med mladimi Slovenci
- Mina Jeraj, Janez Abreht, Stane Leban, Dušan Mevlja, Janez Škof, Aleksander Valič - za zaslužno in ustvarjalno delo na področju gledališke umetnosti
- Aleksander Videčnik - za dolgoletno delo pri ohranjanju kulturne dediščine Zgornjesavske doline in za drugo zaslužno delo ob 80-letnici
- Prostovoljno gasilsko društvo Log pod Mangartom, Danijel Krivic, Milan Leban - za zasluge pri reševanju človeških življenj in imetja ob naravnih nesrečah v Posočju, posebej še v Logu pod Mangartom
- Stanislav Peterlin - za življenjsko delo na področju varstva narave

## Leto 2002

### Zlati častni znak svobode Republike Slovenije
- Zdenko Roter - za požrtvovalno delo v dobro slovenske države
- Založba Mladinska knjiga - za uresničitev ENCIKLOPEDIJE SLOVENIJE, za izjemne zasluge pri sistematičnem strokovnem predstavljanju vsega pomembnega o slovenskem ozemlju in ljudeh ter njihovih stikov z drugimi narodi in državami, pa tudi Slovencev v zamejstvu in po svetu
- Robert Blinc - za izjemne zasluge na področju raziskovalne dejavnosti in uveljavljanju Republike Slovenije v svetu
- Guido de Marco - za zasluge pri utrjevanju prijateljskih meddržavnih odnosov med Republiko Slovenijo in Republiko Malto
- Janez Stanovnik - za izjemne zasluge pri obrambi svobode in uveljavljanju suverenosti Republike Slovenije - ob osemdesetletnici
- Aleksandr Kwasnievski - za zasluge pri utrjevanju prijateljskih meddržavnih odnosov med Republiko Slovenijo in Republiko Poljsko
- Ion Iliescu - za zasluge pri utrjevanju prijateljskih meddržavnih odnosov med Republiko Slovenijo in Romunijo
- Juan Carlos I. - za zasluge pri utrjevanju prijateljskih meddržavnih odnosov med Republiko Slovenijo in kraljevino Španijo
- Nursultan Abiševič Nazarbajev - za zasluge pri utrjevanju prijateljskih meddržavnih odnosov med Republiko Slovenijo in Republiko Kazahstan
- Vaira Vike Freiberga - za zasluge pri utrjevanju prijateljskih meddržavnih odnosov med Republiko Slovenijo in Republiko Latvijio
- Abdulah bin Al-Hussein - za zasluge pri utrjevanju prijateljskih meddržavnih odnosov med Republiko Slovenijo in Hašemitsko kraljevino Jordanijo

### Srebrni častni znak svobode Republike Slovenije
- Božo Kovač, Miha Ribarič, Marjan Šiftar - za požrtvovalno delo v dobro slovenske države
- Vekoslav Grmič - za življenjsko delo in prispevek k slovenski kulturi in duhovnemu svetu
- Mitja Rotovnik - za izjemne zasluge v slovenski kulturi, predvsem pa za dolgoletno uspešno vodenje Cankarjevega doma
- Breda Pogorelec - za dolgoletno pedagoško in znanstveno delo ter za izjemne zasluge pri razvoju in uveljavljanju slovenščine doma in na tujem
- Vito Turk - za izjemne zasluge na področju raziskovalne dejavnosti in uveljavljanju Republike Slovenije v svetu
- Peter Božič - za bogato literarno in družbeno angažirano delo na področju kulture - ob sedemdesetletnici
- Boris Cibic, Marko Kolenc - za dolgoletno nesebično in požrtvovalno zdravniško delo
- Vlado Benko, Niko Toš, France Vreg - za znanstveno, raziskovalno in pedagoško delo ter za prispevek k razvoju slovenske družbene znanosti
- Wiliam V. Roth - za dobra dela naklonjenosti Sloveniji
- Anton Nanut - za zasluge na področju glasbene dejavnosti in še posebej za Kogojeve dneve - ob sedemdesetletnici
- Marko Munih - za dolgoletno delo na področju glasbene dejavnosti
- Albin Vengust - za zasluge pri organiziranju in utrjevanju planinske organizacije, predvsem še Gorske reševalne službe in za drugo pomembno delo
- Miloš Kovčič - za delo in zasluge v slovenskem gospodarstvu, za izjemen delež pri razvoju farmacevtske industrije ter za široko angažirano družbeno, mecensko in organizacijsko dejavnost
- Tomaž Banovec - za dolgoletno in zaslužno delo na področju statistike, informatike ter v strokovnih društvih, še posebej v Planinski zvezi Slovenije

### Častni znak svobode Republike Slovenije
- Martin Cerkvenik, Andreja Furlan Šinkovec, Franc Godeša, Bojana Hudales Kori, Olga Jakhel Dergan, Ida Močivnik, Peter Šefman, Peter Toš, Miha Vrhunec, Milovan Zorc - za požrtvovalno delo v dobro slovenske države
- Mario Magajna - za dolgoletno fotoreportersko delo, pomembno za slovensko narodno skupnost v Italiji
- Anton Preinfalk - za dolgoletno prizadevno mentorsko in trenersko delo na šahovskem področju
- Bruno Parma - za dolgoletno prizadevno mentorsko in trenersko delo na šahovskem področju, predvsem pa za številne tekmovalne uspehe
- Milan Kneževič, Boris Kutin - za dolgoletno organizacijsko, mentorsko in drugo prizadevno delo na šahovskem področju, še posebej za uspešno organizacijo Šahovske olimpiade na Bledu
- Jožko Horvat - Muc - za prizadevanja v dobro romski skupnosti v Sloveniji, posebej v občini Tišina
- Danijela Bratec, Jože Primožič - za dolgoletno delo v dobro pomoči potrebnim
- Izidor Pečovnik - Dori za zasluge v dobro Slovencev v Nemčiji ter za prepoznavanje Slovenije v svetu
- Društvo livarjev Slovenije - za zasluge pri strokovnem in gospodarskem razvoju livarske industrije v Sloveniji
- Marko Ivan Rupnik - za prispevek k prepoznavanju slovenske likovne umetnosti v svetu in posebej za mozaike v kapeli Odrešenikove matere v Vatikanu
- Aleksander - Saša Novak - za delo in zasluge v dobro Slovencev v Bosni in Hercegovini
- Ladislav Cvahte, Jože Kobolt, Janko Ljubič, Igor Potočnik, Jože Škof, Stanislav Zlobko, Silvo Komar - za zasluge pri obrambi svobode in uveljavljanju suverenosti Republike Slovenije ter za prizadevno delo v častniški organizaciji
- Stane Koselj - za pomembne dosežke pri razvoju papirne industrije
- Lojze Slak - za zasluge na področju slovensko zaznamovane množične glasbene kulture doma in po svetu
- Ana Božanovič - za prispevek k poznavanju in ohranjanju slovenskega jezika med rojaki v Sarajevu ter za delo v kulturnem društvu Ivan Cankar
- Geza Bačič - za delo z narodnostnima skupnostima in z romsko skupnostjo
- Festival Ljubljana - za petdesetletne zasluge pri predstavljanju domače in tuje umetniške dejavnosti
- Zlatko Ferencek, Janez Konrad, Zlatan Kovačevič, Zlatko Kuk, Ciril Ravbar, Stanko Sakovič, Fabio Steffe, Iztok Trček - za zasluge pri obrambi svobode in uveljavljanju suverenosti Republike Slovenije
- Edvard Glaser - za dolgoletno nesebično, požrtvovalno zdravniško in humanitarno delo
- Franc Bohinc - za zasluge in prispevek pri razvoju in uveljavljanju ekonomike zdravstva in zdravstvenega varstva
- Francka Seljak - za delo v slovenskih društvih v Kanadi, za povezovanje z matično domovino in še posebej za ohranjanje slovenstva med rojaki v Kanadi
- Vladimir Urbanc - za zaslužno delovanje med Slovenci v Kanadi
- Božidar Jordan, Jože Melanšek, Jože Stanonik, Tone Škarja, Danilo Škrebinek, Adi Vidmajer - za požrtvovalno in vztrajno delo v planinski organizaciji
- Yves Frachet - generalni direktor Eurostata, za zasluge pri vključevanju slovenske statistike v evropski prostor
- Giovanni Volpe - za zasluge v dobro Sloveniji, posebej še v času agresije na Slovenijo in pri maloobmejnem sodelovanju
- Janez Žmavc - za življenjsko delo in prispevek k načrtovanju, gradnji in vzdrževanju slovenskega cestnega omrežja
- Janez Strojanšek - za dolgoletno delo na področju javne uprave in posebej za prispevek k razvoju upravne stroke
- Marianna Leonidovna Beršadska, Sergejevna Plotnikova - za dolgoletno požrtvovalno in uspešno delo na področju slovenistike v Rusiji
- Pihalni orkester železarjev Ravne - ob stoletnici uspešnega in zaslužnega delovanja na področju ljubiteljske glasbene dejavnosti
- Nada Pavšer - za zaslužno in zagnano delo z mladimi na področju varstva okolja
- Majna Sevnik Firšt - za dolgoletno bogato baletno, koreografsko, režisersko in realizatorsko delo - ob sedemdesetletnici
- Mimi Malenšek - za ustvarjalni prispevek slovenski književnosti in kulturi
- Prostovoljno gasilsko društvo Kamnik - za zasluge na področju varstva pred požari ter varstva pred naravnimi nesrečami - ob 125-letnici delovanja
- Elko Borko, Zora Janžekovič, Aleksander Sterger, Jože Trstenjak, Marija Vodnjov, Božena Žen Boh, Anton Žunter - za dolgoletno nesebično in požrtvovalno zdravniško delo
- Maca Jogan, Stane Južnič, Zdravko Mlinar - za znanstveno, raziskovalno in pedagoško delo ter za prispevek k razvoju slovenske družbene znanosti
- Milan Ževart - za življenjsko delo na področju novejše zgodovine ter za muzejsko in pedagoško delo
- Janko Koren, Pavle Šegula, Franc Telcer - za prizadevno delo v planinski organizaciji in posebej v Gorski reševalni službi
- Zlata Rodošek - za zasluge na področju gledališke umetnosti
- Jože Šater - za dolgoletno in zaslužno delo na področju športa
- Milena Dobernik, Jože Natek - za zasluge pri povezovanju koroških Slovencev z matično domovino
- Mednarodna ustanova za razminiranje in pomoč žrtvam min - za pomembno človekoljubno delovanje v mednarodnem prostoru
- Janez Kranjc - za pedagoško in znanstveno delo ter posebej za osebni prospevek pri gradnji nove stavbe Pravne fakultete
- Viktor Grošelj - za izjemne alpinistične dosežke, pomembne tudi za promocijo Slovenije v svetu in posebej za delo z mladimi ter prispevek gorskemu reševanju
- Ingemar Stenmark - za prispevek k prepoznavnosti Slovenije v svetu in za zasluge pri krepitvi slovensko-švedskega prijateljstva
- Kmečka zveza - stanovska organizacija slovenskih kmetov v Italiji - za zasluge za obstoj in gospodarski razvoj zamejskih Slovencev v Italiji
- Rajko Lesjak - za osebni prispevek v dobro delavcev
- Derek F. Abel, Peter Kraljič - za zasluge pri usposabljanju in izobraževanju slovenskih managerjev
- Dušan Vrščaj - za dolgoletno delo v slovenski gobarski organizaciji in za prispevek k ozaveščanju in izobraževanju prebivalstva v poznavanju gob
- Prostovoljno gasilsko društvo Maribor-mesto, Prostovoljno gasilsko društvo Krško - za zasluge na področju varstva pred požari ter varstva pred naravnimi in drugimi nesrečami - ob 130-letnici delovanja
- George Soros - za zasluge pri spodbujanju in razvijanju odprte demokratične in humane družbe v sodobnem svetu ter za zasluge pri uveljavljanju odprte, strpne in razsvetljene civilne družbe v Sloveniji
- Carole Rogel - za nesebično znanstveno, pedagoško in strokovno delo, ki ga je namenila ozaveščanju ameriške zgodovinske in politične javnosti o Slovencih in njihovi domovini
- Valerijan Jenko - za dolgoletno zaslužno delovanje med Slovenci v Avstraliji

## Leto 2003

### Zlati častni znak svobode Republike Slovenije
- Milan Kučan - za izjemne zasluge pri obrambi svobode in uveljavljanju suverenosti Republike Slovenije ter za vsa dejanja v dobro slovenske države
- Rudolf Schuster - za zasluge pri utrjevanju prijateljskih meddržavnih odnosov med Republiko Slovenijo in Slovaško republiko
- Janez Bernik - za izjemne zasluge pri uveljavljanju moderne likovne umetnosti doma in v svetu
- Irena Grafenauer - za vrhunske dosežke na področju glasbene umetnosti in za osebni prispevek k mednarodnemu uveljavljanju Republike Slovenije
- Drago Jančar - za izjemno ustvarjalno delo ter obogatitev slovenske in svetovne književnosti ter uveljavljanje slovenskega ugleda v svetu

### Srebrni častni znak svobode Republike Slovenije
- Rudarska godba Hrastnik - za 150 let delovanja, dosežke in zasluge na področju ljubiteljske glasbene dejavnosti doma in v tujini
- Planinsko društvo Kamnik - za dolgoletno delovanje in pomemben prispevek k slovenski planinski dejavnosti

### Častni znak svobode Republike Slovenije
- Delavska godba Trbovlje - za 100 let delovanja, dosežke in zasluge na področju kulture doma in v tujini
- Milenko Rosić - za organizacijsko in razvojno delo v dobro varovancem Zavoda za varstvo in usposabljanje dr. Marijana Borštnarja Dornava
- Pevsko društvo Lira - kot najstarejšemu samostojnemu slovenskemu pevskemu društvu za zasluge na področju slovenskega zborovskega petja in prispevek k slovenski narodni zavednosti
- Jože Arzenšek - za dolgoletno in zaslužno delovanje v Društvu psoriatikov Slovenije ter za nesebično pomoč obolelim
- Štefan Mauri - za ustvarjalni prispevek in zasluge na področju glasbene kulture ter povezav med zamejstvom in matično domovino
- Pokrajinski arhiv Maribor - za 70 let delovanja in za zasluge pri ohranjanju arhivske kulturne dediščine
- Rado Jenko - za organizacijske in tehnološke dosežke v slovenski kemijsko-predelovalni industriji
- Peter Svetik - za dosežke na geodetskem področju, požrtvovalno delo pri uresničevanju projekta GEOSS in za dejanja kulturno-turističnega pomena
- Lojze Motore - za dolgoletno zaslužno delovanje v slovenskem planinstvu

## Leto 2004

### Zlati častni znak svobode Republike Slovenije
- Slovenska matica - ob 140. obletnici delovanja za izjemen delež pri širjenju knjige in kulturnem znanstvenem poslanstvu med Slovenci
- Slovenska narodna podporna jednota - za zasluge pri ohranjanju narodne zavesti in združevanju Slovencev v Združenih državah Amerike ter mednarodnem prepoznavanju in uveljavljanju Republike Slovenije
- Kranjska slovenska katoliška jednota - za zasluge pri ohranjanju narodne zavesti in združevanju Slovencev v Združenih državah Amerike ter mednarodnem prepoznavanju in uveljavljanju Republike Slovenije
- Slovensko stalno gledališče v Trstu - za stoletni prispevek slovenski gledališki umetnosti, kulturi in jeziku ter ohranjanju slovenstva med Slovenci v Italiji
- Ivan Grobelnik - za pogumno dejanje s soborci pri osvoboditvi zaprtih iz Starega piskra in zasluge v boju proti nacifašizmu
- Jože Bernik - ob 80-letnici za zasluge v dobro slovenstva in Slovencem, pri osamosvojitvi in mednarodnem priznanju ter razvoju demokracije v Republiki Sloveniji

### Srebrni častni znak svobode Republike Slovenije
- Ersin Arioglu - za zasluge in dejanja v dobro Republiki Sloveniji, za prijateljsko sodelovanje in osebna prizadevanja pri razvijanju in krepitvi slovensko-turškega gospodarskega sodelovanja
- Bogić Bogičević - za dejanja v dobro Sloveniji v času osamosvajanja, za osebni prispevek k prijateljskemu sodelovanju med Republiko Slovenijo ter Bosno in Hercegovino in krepitvi gospodarskih odnosov
- Uffe Ellemann-Jensen - za osebni prispevek in zasluge pri razvijanju in krepitvi prijateljskih odnosov med Republiko Slovenijo in Kraljevino Dansko
- Luis Durnwalder - za zasluge pri sodelovanju med Republiko Slovenijo in deželo Južno Tirolsko, za vsa dela naklonjenosti slovenski narodni manjšini in ohranjanju stikov z matičnim narodom
- Luciano Caveri - za zasluge v dobro Slovencem v Italiji, posebej pri uveljavljanju pravic slovenske manjšine v Italiji
- Demetrij Volčič - za zasluge v dobro Republiki Sloveniji pri razvoju italijansko-slovenskega prijateljstva ter prizadevanja na zakonodajnem področju, pomembnem za življenje slovenske manjšine v Italiji
- Janko Zerzer - za zasluge in prispevek slovenski kulturi na avstrijskem Koroškem in pri ohranjanju slovenske narodne zavesti koroških Slovencev
- Emil Pozvek - za izjemne zasluge pri obrambi svobode in uveljavljanju suverenosti Republike Slovenije

### Častni znak svobode Republike Slovenije
- Marjan Vrbnjak - za izjemne zasluge pri obrambi svobode in uveljavljanju suverenosti Republike Slovenije
- Drago Berden - za izjemne zasluge pri obrambi svobode in uveljavljanju suverenosti Republike Slovenije
- Marjan Ferk - za izjemne zasluge pri obrambi svobode in uveljavljanju suverenosti Republike Slovenije
- Jožef Grah - za izjemne zasluge pri obrambi svobode in uveljavljanju suverenosti Republike Slovenije
- Marjan Korenjak - za izjemne zasluge pri obrambi svobode in uveljavljanju suverenosti Republike Slovenije
- Stanislav Mlakar - za izjemne zasluge pri obrambi svobode in uveljavljanju suverenosti Republike Slovenije
- Milan Vogrinec - za izjemne zasluge pri obrambi svobode in uveljavljanju suverenosti Republike Slovenije
- Franc Kozel - za izjemne zasluge pri obrambi svobode in uveljavljanju suverenosti Republike Slovenije
- Štefan Brezočnik - za izjemne zasluge pri obrambi svobode in uveljavljanju suverenosti Republike Slovenije
- 2. operativno območje varnostno informativne službe Maribor - za izjemne zasluge pri obrambi svobode in uveljavljanju suverenosti Republike Slovenije
- Ljubo Tomažič - za izjemne zasluge pri obrambi svobode in uveljavljanju suverenosti Republike Slovenije
- Peter Pungartnik - za izjemne zasluge pri obrambi svobode in uveljavljanju suverenosti Republike Slovenije
- Drago Kos - za izjemne zasluge pri obrambi svobode in uveljavljanju suverenosti Republike Slovenije
- Marjan Kobale - za izjemne zasluge pri obrambi svobode in uveljavljanju suverenosti Republike Slovenije
- Dušan Ferenčak - za izjemne zasluge pri obrambi svobode in uveljavljanju suverenosti Republike Slovenije
- Štefan Perš - za izjemne zasluge pri obrambi svobode in uveljavljanju suverenosti Republike Slovenije

## Leto 2005

### Zlati častni znak svobode Republike Slovenije
- VII. korpus Narodnoosvobodilne vojske in partizanskih odredov Slovenije - ob 60. obletnici zmage nad nacizmom in fašizmom ter osvoboditve Ljubljane za izjemne zasluge in izkazano junaštvo pri uveljavljanju in obrambi nacionalnega in etničnega ozemlja Slovencev
- Skupnost partizanskih učiteljev Primorske - za zasluge pri ohranjanju zgodovinskih vrednot partizanskega učiteljstva na Primorskem in prispevek k suverenosti Republike Slovenije

### Srebrni častni znak svobode Republike Slovenije
- Štefan Šemrov - za izjemne zasluge pri uveljavljanju in obrambi samostojnosti in suverenosti Republike Slovenije.
- Miha Butara - za izjemne zasluge pri uveljavljanju in obrambi samostojnosti in suverenosti Republike Slovenije.
- Marjan Fekonja - za izjemne zasluge pri uveljavljanju in obrambi samostojnosti in suverenosti Republike Slovenije.
- Ivan Smodiš - za izjemne zasluge pri uveljavljanju in obrambi samostojnosti in suverenosti Republike Slovenije.
- Gabrijel Rijavec - za izjemne zasluge pri uveljavljanju in obrambi samostojnosti in suverenosti Republike Slovenije.
- Jože Ranzinger - za izjemne zasluge pri uveljavljanju in obrambi samostojnosti in suverenosti Republike Slovenije.
- Leopold Čuček - za izjemne zasluge pri uveljavljanju in obrambi samostojnosti in suverenosti Republike Slovenije.
- Ernest Breznikar - za zasluge pri obrambi svobode in uveljavljanju suverenosti Republike Slovenije

### Častni znak svobode Republike Slovenije
- Vojko Adamič - za izjemne zasluge pri uveljavljanju in obrambi samostojnosti in suverenosti Republike Slovenije.
- Ivan Golob - za izjemne zasluge pri uveljavljanju in obrambi samostojnosti in suverenosti Republike Slovenije.
- Mihael Petrovič - za izjemne zasluge pri uveljavljanju in obrambi samostojnosti in suverenosti Republike Slovenije.
- Miloš Šonc - za izjemne zasluge pri uveljavljanju in obrambi samostojnosti in suverenosti Republike Slovenije.
- Albin Mikulič - za izjemne zasluge pri uveljavljanju in obrambi samostojnosti in suverenosti Republike Slovenije.
- Boris Mikuš - za izjemne zasluge pri uveljavljanju in obrambi samostojnosti in suverenosti Republike Slovenije.
- Srečko Martinuč - za izjemne zasluge pri uveljavljanju in obrambi samostojnosti in suverenosti Republike Slovenije.
- Zlatko Vehovar - za izjemne zasluge pri uveljavljanju in obrambi samostojnosti in suverenosti Republike Slovenije.
- Peter Klopčič - ob 80- letnici za zasluge v dobro slovenske skupnosti v Kanadi ter prispevek pri osamosvojitvi in mednarodnem priznanju Republike Slovenije

## Leto 2006

### Zlati častni znak svobode Republike Slovenije
- Občina Vrhnika - za izjemne zasluge pri uveljavljanju in obrambi samostojnosti in suverenosti Republike Slovenije

### Srebrni častni znak svobode Republike Slovenije
- ni bil podeljen

### Častni znak svobode Republike Slovenije
- Branko Brezovnik, Srečko Bukovski, Jožef Košir, Marjan Ferk - za izjemne zasluge pri uveljavljanju in obrambi samostojnosti in suverenosti Republike Slovenije
- Slavko Korenič, Miran Loparec, Stane Leskovšek, Bojan Šoper - za izjemne zasluge pri uveljavljanju in obrambi samostojnosti in suverenosti Republike Slovenije

## Leto 2007

### Zlati častni znak svobode Republike Slovenije
- še ni bil podeljen

### Srebrni častni znak svobode Republike Slovenije
- še ni bil podeljen

### Častni znak svobode Republike Slovenije
- še ni bil podeljen